# アルヴァロ・デ・レンカストレ (第3代アヴェイロ公爵)
アルヴァロ・デ・レンカストレ（Álvaro de Lencastre, 3.º Duque de Aveiro, 1540年 - 1626年）は、ポルトガルの貴族。第3代アヴェイロ公爵。
コインブラ公ジョルジェ・デ・レンカストレの次男アフォンソ・デ・レンカストレと、妻のイザベル・エンリケスの間の子。
1578年、第2代アヴェイロ公爵がアルカセル・キビールの戦いで戦死すると、その後継者問題が起きた。2代公爵の直系には一人娘ジュリアーナ（1578年 - 1636年）がいたが、1434年に発布されたメンタル法により、国王の特別の許可がない限り封土・爵位の女子継承は禁止されていた。このため従兄であるアルヴァロが公爵位の相続者であると主張し、両者の間の公爵位をめぐる対立は20年間近くに及んだ。結局、フィリペ1世王の仲裁により、アルヴァロとジュリアーナの結婚が成立し、2人は夫婦共同で第3代アヴェイロ公爵を名乗り、資産を称号を継承することになった。
1598年、国王は公爵夫妻に対し、アヴェイロ公爵位は、世襲かつ不断に続く（de juro e herdade）爵位とされ、公爵位の直系相続者がいなくなれば、傍系近親に爵位を引き継がせることが国王によって保障された。1606年、アヴェイロ公爵は他のポルトガル貴族ではブラガンサ公にしか認められていない閣下の敬称を受ける資格を認められた。さらに1619年アヴェイロ公爵の法定推定相続人が名乗る爵位としてトレシュ・ノヴァシュ公爵位が新設された。
公爵夫妻は居館アヴェイロ公爵宮殿のあるセトゥーバル市アゼイタンに強い愛着を抱き、同地区に病院を開設した。また同市アラビーダに初代公爵の建てた修道院を経済的に庇護した。夫妻は死後、同修道院に葬られた。
夫妻の間には16人の子がおり、うち3人は夭折、男子2人は修道士、女子4人は修道女となった。残りの7人が知られている。
- ジョルジェ（1594年 - 1632年） - 初代トレシュ・ノヴァシュ公爵
- アフォンソ（1597年 - 1654年） - 初代ポルト・セグーロ公爵、初代アブランテシュ公爵
- マグダレーナ（1599年 - ?） - 第3代ファロ伯爵ディニス・デ・ファロ（ポルトガル語版）と結婚
- マリア（1602年  - ?） - 初代グヴェイア侯爵マンリーケ・ダ・シウヴァ（ポルトガル語版）と結婚、第8代アヴェイロ公爵の直系先祖
- ヴィオランテ（1604年 - ?） - 第3代バスト伯爵ロレンソ・ピレシュ・デ・カストロと結婚
- ペドロ（1608年 - 1673年）  - エヴォラ大司教・ブラガ大司教、第5代アヴェイロ公爵
- ルイシュ・デ・レンカストレ（1609年 - 1673年） - 第4代マラゴン女侯爵テレサ・マリア・サーヴェドラと結婚